# Talismã
Talismã är en kommun i Brasilien.   Den ligger i delstaten Tocantins, i den centrala delen av landet, 400 km norr om huvudstaden Brasília. Antalet invånare är 2 562.
Omgivningarna runt Talismã är huvudsakligen savann. Trakten runt Talismã är nära nog obefolkad, med mindre än två invånare per kvadratkilometer.